# Simona Brambilla
Simona Brambilla, M.C. (Monza, 27 de março de 1965) é uma freira da Consolata italiana da Igreja Católica, desde 2025 é a prefeita do Dicastério para os Institutos de Vida Consagrada e Sociedades de Vida Apostólica, sendo a primeira mulher a assumir o mais alto posto da Cúria.

## Biografia
Obteve o diploma de enfermagem em 1986 e trabalhou no Hospital Leopoldo Mandic em Merate (província de Lecce). Entrou no Instituto das Irmãs Missionárias da Consolata em 1988 e fez a primeira profissão religiosa em 1991. Obteve a licença em psicologia pelo Instituto de Psicologia da Pontifícia Universidade Gregoriana em 1998.
Após a profissão perpétua, em 1999, foi para Moçambique, onde se dedicou à pastoral juvenil no Centro de Estudos Macua Xirima, em Maúa.
De 2002 a 2006 foi professora do Instituto de Psicologia da Pontifícia Universidade Gregoriana. De 2005 a 2011 foi Conselheira Geral do Instituto das Irmãs Missionárias da Consolata. Em 2008 obteve o Doutorado em Psicologia pela Pontifícia Universidade Gregoriana.
Em 2011 foi eleita Superiora Geral do Instituto das Irmãs Missionárias da Consolata, sendo reeleita em 2017, até maio de 2023. De 2019 a 2023, foi membro do Dicastério para os Institutos de Vida Consagrada e Sociedades de Vida Apostólica.
Em 7 de outubro de 2023, foi nomeada pelo Papa Francisco como secretária do Dicastério para os Institutos de Vida Consagrada e Sociedades de Vida Apostólica, que era administrado pelo Prefeito cardeal João Braz de Aviz.
Em 6 de janeiro de 2025, foi promovida a Prefeita do Dicastério para os Institutos de Vida Consagrada e Sociedades de Vida Apostólica.